# أندي توماس (لاعب كرة قدم)
أندي توماس (بالإنجليزية: Andy Thomas)‏ (16 ديسمبر 1962 في المملكة المتحدة - ) هو مدرب كرة قدم ولاعب كرة قدم بريطاني في مركز الوسط. لعب مع أكسفورد يونايتد وبرادفورد سيتي وديربي كاونتي ونادي بليموث أرجايل ونادي فولهام ونيوكاسل يونايتد وأكسفورد سيتي.

## وصلات خارجية
- أندي توماس على موقع قاعدة بيانات كرة القدم.إي يو (الإنجليزية)